# تحياة (حورة)
'

تعديل مصدري - تعديل

تحياة هي إحدى قرى عزلة حوره بمديرية حورة التابعة لمحافظة حضرموت، بلغ تعداد سكانها 320 نسمة حسب تعداد اليمن لعام 2004.